# Orizuru
Orizuru (DEBUT) – japoński satelita technologiczny. Wykonywał eksperymenty związane ze składaniem i rozkładaniem wysięgnika w przestrzeni kosmicznej i hamowaniem aerodynamicznym. Wyniesiony wraz z Momo 1B i Fuji 1B. Statek pozostaje na orbicie okołoziemskiej.
W trakcie 10 dniowej misji statek 34 razy rozłożył wysięgnik o długości 120 cm i 52 razy antenę parasolową, o średnicy 89,8 cm, składającą się z 24 segmentów. Satelita zasilany był wyłącznie z akumulatorów (95 Ah).